# Tropy (Tropy Sztumskie)
Tropy – część wsi Tropy Sztumskie w Polsce w województwie pomorskim, w powiecie sztumskim, w gminie Stary Targ.
W latach 1975–1998 Tropy administracyjnie należały do województwa elbląskiego.